# Gabriel Eugénio Souza
Gabriel Eugénio Souza, hay Gabriel (sinh ngày 1 tháng 1 năm 1997) là một cầu thủ bóng đá người Brasil thi đấu ở vị trí thủ môn cho Famalicão.

## Sự nghiệp câu lạc bộ
Anh ra mắt chuyên nghiệp tại Giải bóng đá hạng nhất quốc gia Bồ Đào Nha cho Famalicão vào ngày 9 tháng 10 năm 2016 trong trận đấu trước Sporting Covilhã.